# Норвежский музей истории культуры
Норвежский музей истории культуры, Норвежский народный музей (норв. Norsk Folkemuseum) — краеведческий музей на полуострове Бюгдёй, Осло, основанный в 1894 году; является музеем истории традиционной культуры с обширными коллекциями экспонатов, собранных со всех регионов Норвегии. Он также включает в себя музей под открытым небом, в котором расположены более чем 150 зданий, перемещённых сюда из городов и сельских районов страны. Здесь же находится знаменитая ставкирка из Гуля (норв. Gol stavkirke), датируемая XIII веком.